# Saint-Auban-sur-l'Ouvèze

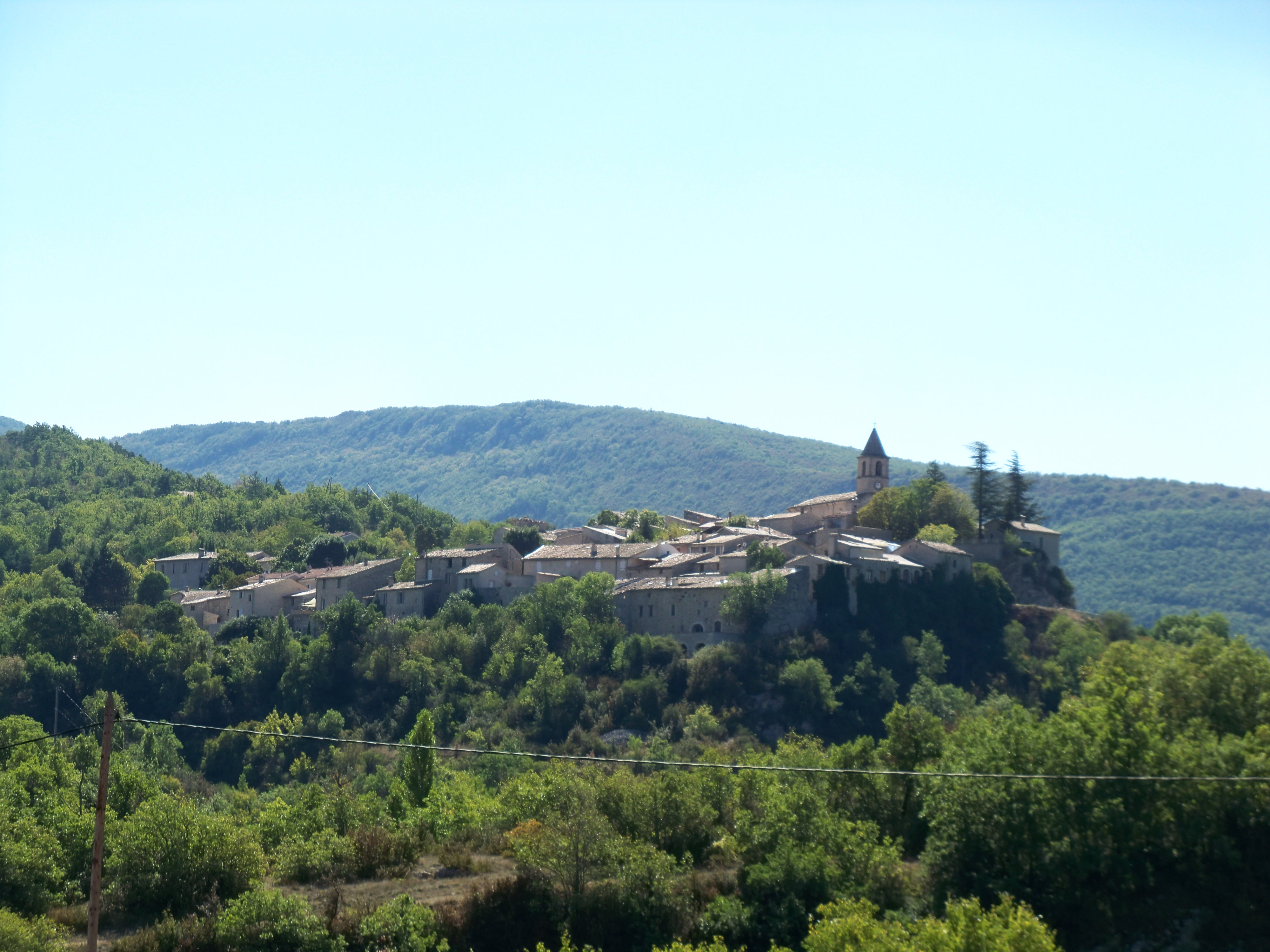
Saint-Auban-sur-l'Ouvèze

Saint-Auban-sur-l'Ouvèze is een gemeente in het Franse departement Drôme (regio Auvergne-Rhône-Alpes) en telt 188 inwoners (1999). De plaats maakt deel uit van het arrondissement Nyons.

## Geografie
De oppervlakte van Saint-Auban-sur-l'Ouvèze bedraagt 16,7 km², de bevolkingsdichtheid is 11,3 inwoners per km².

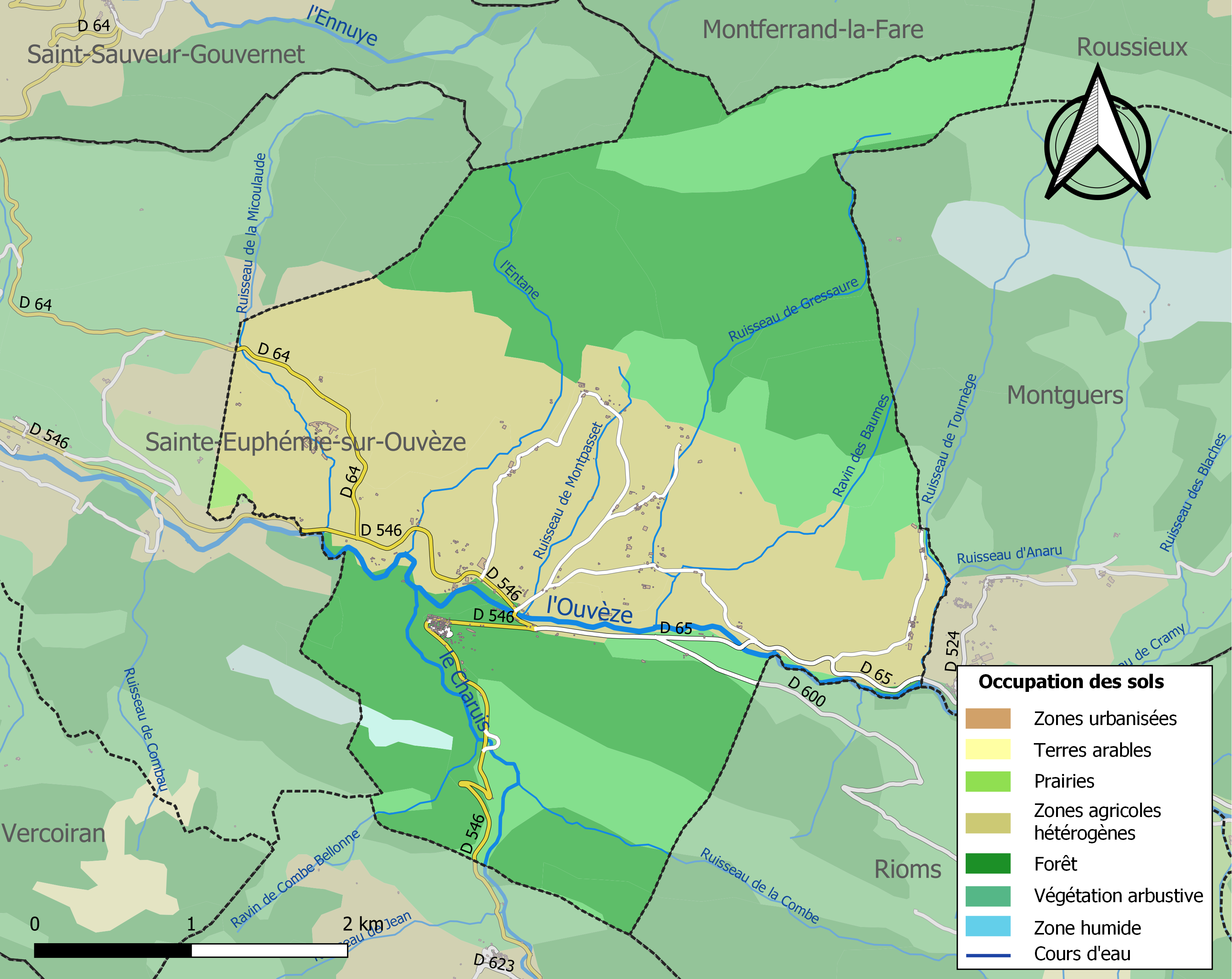
Kaart van de gemeente met belangrijkste infrastructuur, bodemgebruik en omliggende gemeenten

## Demografie
Onderstaande figuur toont het verloop van het inwonertal (bron: INSEE-tellingen).